# Karikarihalvön
Karikarihalvön är en halvö på norra Northland i Nya Zeeland. Halvön är belägen mellan Rangaunu Harbour i väst och Doubtless Bay i sydöst. Den norra, bergiga delen av landmassan var ursprungligen en ö men är numera sammanlänkad med fastlandet via en tombolo. 

## Demografi
| Befolkningsutvecklingen i 2006–2018 | Befolkningsutvecklingen i 2006–2018 | Befolkningsutvecklingen i 2006–2018 | Befolkningsutvecklingen i 2006–2018 | Befolkningsutvecklingen i 2006–2018 |
| ----------------------------------- | ----------------------------------- | ----------------------------------- | ----------------------------------- | ----------------------------------- |
|                                     |                                     |                                     |                                     |                                     |
| År                                  |                                     |                                     | Folkmängd                           |                                     |
| 2006                                | 2006                                |                                     | 942                                 |                                     |
| 2013                                | 2013                                |                                     | 1 164                               |                                     |
| 2018                                | 2018                                |                                     | 1 251                               |                                     |
|                                     |                                     |                                     |                                     |                                     |

Karikarihalvön hade 1 251 invånare vid befolkningsräkningen 2018 vilket innebär en ökning med 87 personer (7.5%) jämfört 2013, och en ökning med 309 personer (32.8%) jämfört med 2006.